# بعمره، مصیاف
بعمره (به عربی: بعمرة) یک روستا در سوریه است که در ناحیه عین حلاقیم واقع شده‌است. بعمره ۵۰۸ نفر جمعیت دارد.